# トランスグルタミナーゼ
トランスグルタミナーゼ（transglutaminase, TGase）はタンパク質上のグルタミン残基のアミノ基と第1級アミンを縮合させ、アミン上の置換基をグルタミン残基に転移させ、アンモニアが生成する反応を触媒する転移酵素。EC番号2.3.2.13。生物界に幅広く存在し、人には凝血第XIII因子を代表として8種類のトランスグルタミナーゼが存在する。
通常は第1級アミンとしてタンパク質上のリジン残基のアミノ基が用いられ、架橋酵素として作用する。この架橋反応によりタンパク質はゲル化し、水への溶解やプロテアーゼに対する耐性が増す。

## 分析
分析はN-カルボキシベンゾイルグルタミニルグリシンとヒドロキシルアミンを基質として反応を行い、生成したN-カルボキシベンゾイルグルタミニルグリシンヒドロキサム酸に鉄イオンを加えて錯体を生成させて、その吸光度によって行われる。

## 利用
人などの動物が生産するトランスグルタミナーゼはカルシウムイオン依存性であるが、微生物の生産するトランスグルタミナーゼはカルシウムイオン非依存性であって、幅広い利用に適している。
食品工業では放線菌ストレプトマイセス・モバラエンシスの生産するトランスグルタミナーゼが、すりみ（魚肉練り製品、挽肉製品）やグルテンを含む麺などの粘り気・コシを高めるために用いられている。これは既存添加物として扱われる。